# Afro-Asien-Pokal für Nationalmannschaften
Der Afro-Asien-Pokal für Nationalmannschaften war ein interkontinentaler Fußball-Wettbewerb für Nationalmannschaften zwischen den kontinentalen Meistern von Afrika und Asien, der zwischen 1978 und 2007 unregelmäßig ausgetragen wurde. Teilnehmer waren für Afrika der aktuelle Fußball-Afrikameister und für Asien abwechselnd der jeweils aktuelle Gewinner der Asienmeisterschaft oder Sieger der Asienspiele im Fußball. Der Wettbewerb war das Pendant auf Nationalmannschaftsebene zum Afro-Asien-Pokal auf Klubebene. In der Regel wurde der Wettbewerb in Hin- und Rückspiel, dreimal auch in einer Partie, entschieden und im Folgejahr der Qualifikationswettbewerbe ausgetragen. Er gilt neben dem Artemio-Franchi-Pokal als einer der Vorläufer des König-Fahd-Pokals bzw. späteren FIFA-Konföderationen-Pokals. Nach Etablierung dieses alle Kontinente umfassenden Wettbewerbs verlor der Wettbewerb mehr und mehr an Bedeutung. Aufgrund von Streitigkeiten zwischen den Fußballverbänden Afrikas und Asiens wegen der Stimmabgabe der asiatischen Vertreter zugunsten der WM 2006 in Deutschland wurde er zu Beginn des Jahrtausends nicht mehr ausgetragen bzw. abgesagt. Von asiatischer Seite wurde versucht mit dem 2001 erstmals ausgespielten Asien-Ozeanien-Pokal für Nationalmannschaften einen Ersatz zu schaffen. Die Austragung 2007 war ein einmaliger Versuch die Konkurrenz wieder zu beleben.

## Die Austragungen im Überblick
| Datum                                                                            | Austragungsort                                                         | Spielpaarung (Sieger fettgedruckt) | Spielpaarung (Sieger fettgedruckt) | Spielpaarung (Sieger fettgedruckt)       |
| Datum                                                                            | Austragungsort                                                         | Afrikameister                      | Gesamtergebnis                     | Asienmeister / Sieger Asienspiele        |
| -------------------------------------------------------------------------------- | ---------------------------------------------------------------------- | ---------------------------------- | ---------------------------------- | ---------------------------------------- |
| 19. Mai 1978                                                                     | Teheran (Azadi-Stadion)                                                | Ghana Afrikameister 1978           | 0:3                                | Iran Asienmeister 1976                   |
| 1981 und 1983 nicht ausgetragen.                                                 |                                                                        |                                    |                                    |                                          |
| 15. September 1985 / 4. Oktober 1985                                             | Yaoundé (Stade Ahmadou Ahidjo) / Ta'if (King Fahd Sports City Stadion) | Kamerun Afrikameister 1984         | 4:1 / 2:1                          | Saudi-Arabien Asienmeister 1984          |
| 6. Januar 1988 (Ausspielung 1987)                                                | Doha (Khalifa International Stadium)                                   | Ägypten Afrikameister 1986         | 0:0/ 3:4 i. E.                     | Südkorea Sieger Asienspiele 1986         |
| 1989 abgesagt (Afrikameister 1988 Kamerun gegen Asienmeister 1988 Saudi-Arabien) |                                                                        |                                    |                                    |                                          |
| 27. September 1991 / 13. Oktober 1991                                            | Teheran (Azadi-Stadion) / Algier (Stade 5 Juillet 1962)                | Algerien Afrikameister 1990        | 1:2 / 1:0 (a)                      | Iran Sieger Asienspiele 1990             |
| 4. Oktober 1993                                                                  | Tokio (Nationalstadion)                                                | Elfenbeinküste Afrikameister 1992  | 0:1 n. V.                          | Japan Asienmeister 1992                  |
| 21. Oktober 1995 / 10. November 1995                                             | Taschkent (Paxtakor-Zentral-Stadion) / Lagos (Nationalstadion)         | Nigeria Afrikameister 1994         | 3:2 / 1:0                          | Usbekistan Sieger Asienspiele 1994       |
| 18. September 1999 / 30. September 1999 (Ausspielung 1997)                       | Kapstadt (Green Point Stadium) / Riad (König-Fahd-Stadion)             | Südafrika Afrikameister 1996       | 1:0 / 0:0                          | Saudi-Arabien Asienmeister 1996          |
| 1999 abgesagt (Afrikameister 1998 Ägypten gegen Sieger Asienspiele 1998 Iran)    |                                                                        |                                    |                                    |                                          |
| 2001 und 2003 nicht ausgetragen                                                  |                                                                        |                                    |                                    |                                          |
| 2005 abgesagt (Afrikameister 2004 Tunesien gegen Asienmeister 2004 Japan)        |                                                                        |                                    |                                    |                                          |
| 17. Oktober 2007                                                                 | Osaka (Nagai Stadium)                                                  | Ägypten Afrikameister 2006         | 1:4                                | Japan Asienmeister 2004 und Dritter 2007 |